# شهدخوار شکم‌زیتونی

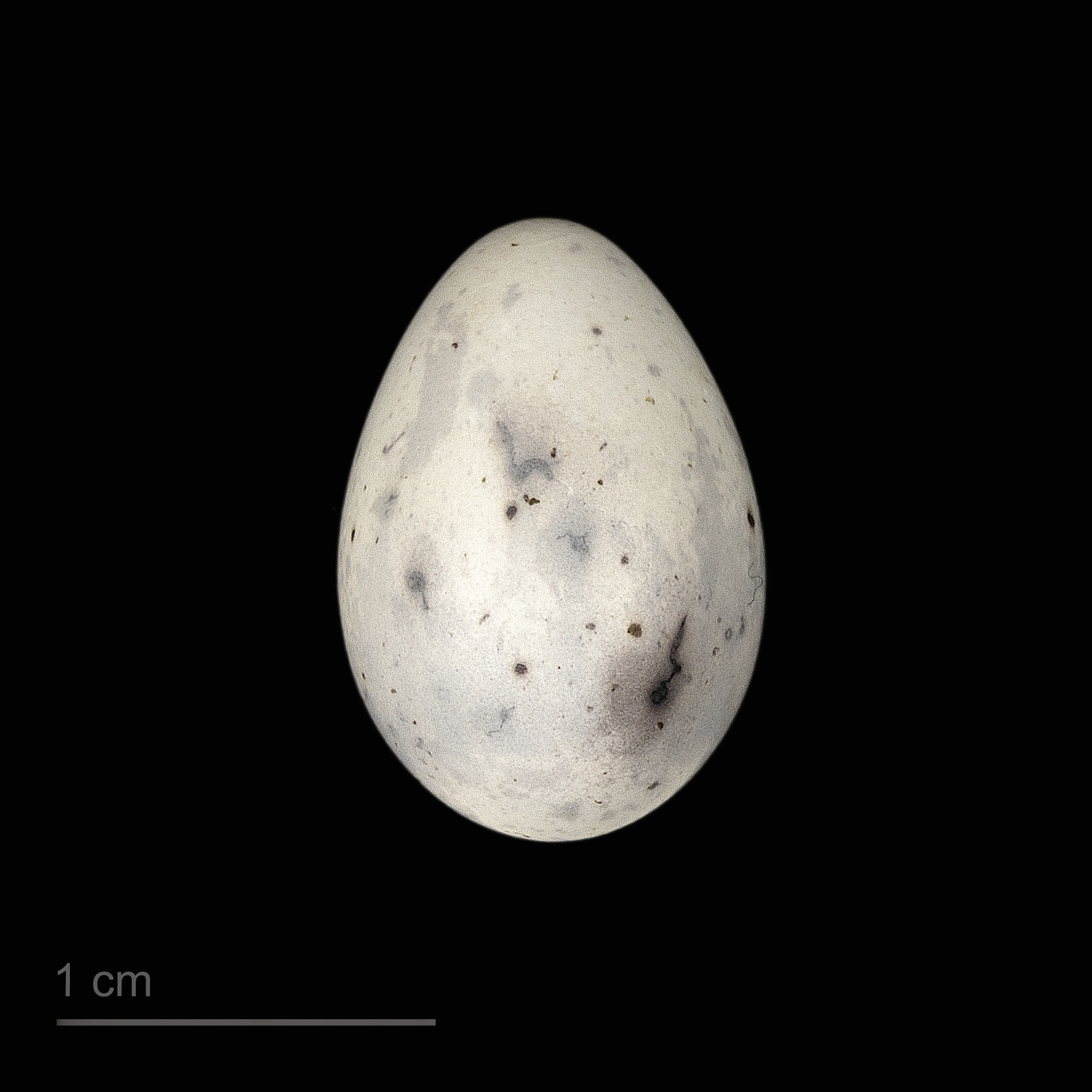
Cinnyris chloropygius

شهدخوار شکم‌زیتونی (نام علمی: Cinnyris chloropygia) نام یک گونه از سرده ریزشهدخوارها است.